# Cmentarz wojenny nr 123 – Łużna-Pustki
Cmentarz wojenny nr 123 – Łużna-Pustki (Nederlands: Militaire begraafplaats nr. 123 – Łużna-Pustki) is een militaire begraafplaats in de Poolse gemeente Łużna op de heuvel Pustki. De begraafplaats is tijdens de Eerste Wereldoorlog aangelegd. De begraafplaats ligt in de omgeving waar de Slag bij Gorlice heeft plaatsgevonden tussen de Duitse en Oostenrijks-Hongaarsee troepen enerzijds en Russische troepen anderzijds. In 2016 kreeg de begraafplaats het Europees Erfgoedlabel.
Historische scheepswerf van Gdańsk (Gdańsk) ·
Unie van Lublin (Lublin) ·
Poolse Grondwet van 3 mei 1791 (Warschau) ·
Cmentarz wojenny nr 123 – Łużna-Pustki (Łużna) ·
Herdenkplaats in Łambinowice (Łambinowice) ·
Werkbundwijken in Europa: WuWa (Wrocław) ·
Wandelpad Cisterscapes: Klooster Łekno (Wągrowiec)